# 石佛堂
石佛堂，位于山东省济南市长清区孝里街道，是中华人民共和国山东省文物保护单位之一。
2006年12月7日，授予山东省文物保护单位，是一座古建筑。